# آرپی‌ام (آلبوم چندآهنگه)
آرپی‌ام (انگلیسی: RPM؛ مخفف Real Performance Man) هفتمین آلبوم چندآهنگه از گروه پسرانۀ اهل کره جنوبی اس‌اف۹ است که در ۱۷ ژوئن ۲۰۱۹ توسط اف‌ان‌سی انترتیمنت منتشر شد. این آلبوم از شش قطعه، از جمله «RPM» تشکیل شده است.

## موفقیت تجاری
آلبوم در جدول گائون کره در رتبه پنجم قرار گرفت. همچنین در جدول بیلبورد در رتبه پانزدهم قرار گرفت.